# エナメル器
エナメル器（えなめるき、英: Enamel organ）は、歯の発生段階において認められる細胞集合。歯乳頭の上に横たわっている。
エナメル質の形成を行うほか、象牙質の形成に関与し、歯冠を形成し、歯と歯肉の接合部を形作る。
内エナメル上皮、外エナメル上皮、中間層、星状網からなる。